# Денвер бронкоси
Денвер бронкоси (енгл. Denver Broncos) су професионални тим америчког фудбала са седиштем у Денверу у Колораду. Клуб као домаћин утакмице игра на стадиону Спорц Ауторити филд. Клуб се такмичи у АФЦ-у у дивизији Запад. Основан је 1960. и до сада није мењао назив.
„Бронкоси“ су три пута били шампиони НФЛ-а, последњи пут 2015. Маскота клуба је коњ „Мајлс“, а жива маскота је коњ „Тандер II“.